# Юрівка (Хмільницький район)
Ю́рівка — село в Україні, у Махнівській сільській громаді Хмільницького району Вінницької області. Населення становить 672 осіб.

## Історія
Станом на 1885 рік у колишньому власницькому селі Вуйнівської волості Бердичівського повіту Київської губернії мешкало 809 осіб, налічувалось 98 дворових господарств, існували православна церква, постоялий будинок, 2 водяних млини та винокурний завод.
За переписом 1897 року кількість мешканців зросла до 1818 осіб (889 чоловічої статі та 929 — жіночої), з яких 1225 — православної віри, 526 — римо-католицької.
12 червня 2020 року, відповідно до Розпорядження Кабінету Міністрів України № 707-р, «Про визначення адміністративних центрів та затвердження територій територіальних громад Вінницької області», увійшло до складу Махнівської сільської.
19 липня 2020 року, в результаті адміністративно-територіальної реформи і ліквідації Козятинського району, село увійшло до складу новоутвореного Хмільницького району.

## Населення

### Мова
Розподіл населення за рідною мовою за даними перепису 2001 року:
| Мова            | Кількість | Відсоток |
| --------------- | --------- | -------- |
| українська      | 670       | 99.70%   |
| російська       | 1         | 0.15%    |
| інші/не вказали | 1         | 0.15%    |
| Усього          | 672       | 100%     |